# Kościół św. Dominika w Chodczu
Kościół św. Dominika w Chodczu – rzymskokatolicki kościół parafialny w mieście Chodecz, w województwie kujawsko-pomorskim. Mieści się przy ulicy Warszawskiej, na wschód od rynku. Należy do dekanatu chodeckiego.
Świątynia została wybudowana w latach 1849–1850 w stylu neogotyckim. Została przebudowana i powiększona na początku XX wieku. Kościół posiada trzy nawy, dwie kaplice i wieżę. We wnętrzu świątyni zwraca uwagę polichromia wykonana przez Helenę i Lecha Grześkiewiczów w latach 1967–1972. W ołtarzach umieszczone są obrazy z XVII i XVIII wieku. Kościół otacza mur w stylu neogotyckim z przełomu XIX i XX wieku.